# Leopold Heinrich Fischer
Leopold Heinrich Fischer, född 19 december 1817 i Freiburg im Breisgau, död där 2 februari 1886, var en tysk mineralog och zoolog, professor.
Fischer praktiserade en tid som läkare i Freiburg im Breisgau, blev 1846 privatdocent i mineralogi och zoologi och utnämndes 1854 till e.o., 1859 till ordinarie professor i geologi och mineralogi vid universitetet i nämnda stad. Hans första arbeten var inriktade på zoologi och de senare på mineralogi, i vilken vetenskap han var en av de första som använde mikroskopet. Han ägnade sig även åt mineralogisk-arkeologiska undersökningar av stenredskap, stenamuletter m.m.